# Brantford—Brant-Sud—Six Nations
Pour les articles homonymes, voir Brantford (homonymie) et Brant.
Circonscription électorale fédérale du Canada
Brantford—Brant-Sud—Six Nations ((en) Brantford—Brant South—Six Nations) est une circonscription électorale fédérale en Ontario.

## Circonscription fédérale
La circonscription consiste en une partie du Brant ainsi que la ville de Brantford.
Les circonscriptions limitrophes sont Flamborough—Glanbrook—Brant-Nord, Haldimand—Norfolk et Oxford.

### Historique
| Législature                                                                                  | Années          | Député | Député      | Parti        |
| -------------------------------------------------------------------------------------------- | --------------- | ------ | ----------- | ------------ |
| Brantford—Brant-Sud—Six Nations issue d'une partie de Brantford—Brant et d'Oxford avant 2023 |                 |        |             |              |
| 45e                                                                                          | 2025 – en cours |        | Larry Brock | Conservateur |

## Circonscription provinciale
Depuis les élections provinciales ontariennes du 4 octobre 2007, l'ensemble des circonscriptions provinciales et des circonscriptions fédérales sont identiques.